# Osobni identifikacijski broj
OIB (Osobni identifikacijski broj) je osobní identifikační číslo, které je v Chorvatské republice používáno pro identifikaci fyzických i právnických osob. Jedná se o klíčový prvek chorvatského správního a daňového systému. 

## Struktura OIB
OIB se skládá z jedenácti číslic, které jsou generovány algoritmem tak, aby byla zajištěna jejich jedinečnost. Prvních deset číslic je náhodných, zatímco jedenáctá číslice je kontrolní číslo. Kontrolní číslo je vypočítáno z prvních deseti číslic a slouží k ověření platnosti OIB.

## Registrace a vydání OIB
OIB je povinný pro všechny občany Chorvatské republiky a je vydáván při narození. Pro cizince, kteří se hodlají v Chorvatsku usadit, je OIB vydáván při registraci pobytu. OIB je také nutný pro všechny podnikatelské subjekty registrované v Chorvatsku. Vydávání a správu OIB zajišťuje chorvatská daňová správa.

## Použití OIB
- Osobní identifikace

OIB se používá jako hlavní identifikační číslo v administrativních a právních záležitostech, včetně zdravotní péče, školství a sociálního zabezpečení.
- Daňové účely

OIB je také klíčovým prvkem v chorvatském daňovém systému. Slouží k identifikaci daňových poplatníků a je nezbytný pro všechny daňové transakce, včetně podání daňových přiznání a komunikace s daňovými úřady.
- Obchodní transakce

OIB je nutný pro vytvoření a správu obchodních účtů, ať už se jedná o bankovní účty, pojištění nebo účty za služby. Veškeré obchodní a finanční transakce, od fakturace po účetnictví, vyžadují OIB.
- Dopravní a imigrační procesy

OIB je také používán v rámci dopravního systému, například při registraci vozidla. V některých případech je také potřeba OIB pro imigrační procesy a vyřízení víz.
- Soukromí a zabezpečení

OIB je považován za citlivé osobní údaje a jeho zneužití může vést k identifikačnímu podvodu. Proto je důležitá jeho ochrana a nesmí být sdílen bez opodstatněného důvodu.